# Екорейдерство
Екоре́йдерство (або екологічне рейдерство) — це тип рейдерства, який спекулюючи на екологічну тематику, блокує діяльність підприємства з метою заволодіння майном підприємства або його частиною.

## Термінологія
Тема негативного впливу на довкілля часто використовується як інструмент у корпоративних війнах і в політичній боротьбі із залученням ЗМІ та громадських організацій. Як правило, ЗМІ часто плутає поняття екологічний рекет, екорейдерство, екотероризм, екотаж, та видає випадки корупції посадових осіб, за приклади, екологічного рекету, або екологічний рекет за приклад екорейдерства, що є докорінно не вірним. Екорейдерством можливо називати тільки ті випадки, коли є спроба змінити право власності за рахунок екологічних проблем підприємства.
Слід відрізняти поняття «екорейдерство» від процесу захисту прав людей на чисте та безпечне довкілля, оскільки мітинги, акції протесту та інші масові заходи, які проводяться як в першому, так і в другому випадку, мають абсолютно різну мету.

## Екорейдерство в Україні
В Україні є випадки екорейдерства, але більшість випадків можна віднести до екотажу або екологічного рекету. Найчастіше екорейдерство в Україні — це один з інструментів маніпуляцій, який використовують для:
- банкрутства об'єкта господарської діяльності;
- передачі майна підприємства або його окремих елементів зацікавленим особам;
- отримання фінансової компенсації (відкупу) з метою не припиняти незаконну роботу підприємства.

Екотероризм є дійовим інструментом екорейдерів, що використовується для здійсненняя руйнівних дій щодо майна компанії, яка піддається рейдерському захопленню. Наприклад, для будівельної компанії предметом нападу стають будівельні майданчики (ламають паркани, крадуть або псують обладнання, устаткування та інше майно), а в інформаційному полі — і сама компанія через розповсюдження неправдивої інформації, блокування роботи компютерної системи компанії вірусами, крадіжку конфедіційної інформації, організацію позапланових перевірок всіма державними структурами тощо.
Екологічне рейдерство — одна з серйозних загроз економічній безпеці вітчизняних підприємств серед тих, які відносять до погроз зовнішнього тиску. Недружнє поглинання, інакше кажучи, захоплення підприємства, пов'язане з бажанням сторонніх осіб володіти власністю, яка успішно функціонує і забезпечує стабільний прибуток. Загалом, під недружнім поглинанням розуміють встановлення тотального контролю над підприємством як в юридичному, так і
в фізичному плані, незважаючи на бажання власника, використовуючи при цьому тему екології.
У ЗМІ є ряд різних публікацій з прикладами екологічного рейдерства.
На початку липня 2019 року голови 16 профільних асоціацій України підписали Меморандум про забезпечення достовірної інформації у сфері екології. Серед підписантів: Professional AssociationofEcologistofUkraine; Біоенергетична асоціація України; Асоціація сонячної енергетики України та інші. Представники асоціацій об'єдналися, щоб протидіяти маніпуляціям на темі екології, які стали популярним інструментом шантажу, знищення бізнесу конкурентів, зупинки нових інвестиційних проєктів.